# Diana Munz
Diana Munz (Estados Unidos, 19 de junio de 1982) es una nadadora estadounidense especializada en pruebas de estilo libre, donde consiguió ser medallista de bronce olímpica en 2000 en los 400 metros.

## Carrera deportiva
En los Juegos Olímpicos de Sídney 2000 ganó la medalla de plata en los 400 metros estilo libre, con un tiempo 4:07.07 segundos, tras su compatriota Brooke Bennett; asimismo ganó el oro en los relevos de 4x200 metros estilo libre, con un tiempo de 7:57.80 segundos que fue récord olímpico, por delante de Australia y Alemania.
Cuatro años después, en los Juegos Olímpicos de Atenas 2004 ganó la medalla de bronce en los 800 metros estilo libre, con un tiempo de 8:26.61 segundos, tras la japonesa Ai Shibata y la francesa Laure Manaudou.